# Arjan Dasselaar

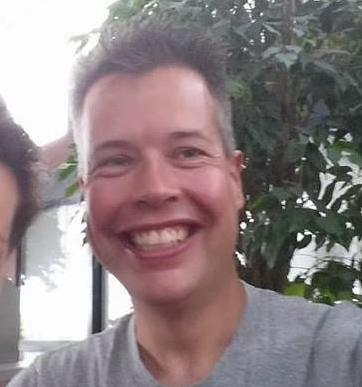
Arjan Dasselaar

Arjan Jan Johannes Dasselaar (Almelo, 13 juni 1975), die in het buitenland de voornaam Andrew gebruikt, is een Nederlandse publicist en ondernemer.

## Beknopte Biografie
Dasselaar groeide op in Wierden en doorliep het Christelijk Lyceum in Almelo. Na een eerste vierjarige opleiding aan de Academie voor Journalistiek in Tilburg, behaalde hij in Leiden cum laude zijn mastersgraad Journalistiek & Nieuwe Media. Tegenwoordig woont en werkt Dasselaar in Vancouver.

## Werken
Arjan Dasselaar was tussen 1998 en 2002 werkzaam bij Elsevier als achtereenvolgens redacteur politiek en binnenland, chef internetredactie, en redacteur economie. 
Daarna bleef hij als medewerker bijdragen aan Elsevier leveren, en schreef hij onder meer een wekelijkse column voor NU.nl over ict en media naast onregelmatig verschijnende artikelen voor De Nieuwe Reporter, NRC Handelsblad en AD. In 2012 werd hij wetenschapscolumnist voor Volkskrant.nl. Ook schreef hij voor het Financieele Dagblad. Daarnaast verzorgt hij als zelfstandig ondernemer lezingen en trainingen.